# (17086) Ruima
(17086) Ruima (1999 JH18) – planetoida z pasa głównego asteroid okrążająca Słońce w ciągu 3,71 lat w średniej odległości 2,39 j.a. Odkryta 10 maja 1999 roku.